# 安藤喜市
安藤 喜市（あんどう きいち、1901年12月8日 - 2000年4月20日）は、日本の牧師。神学校の校長として神学教育に尽力した。

## 経歴

### 初期
1901年（明治34年）12月8日、 福島県須賀川市大字堤字四戸内の没落した庄屋の安藤喜助とトメの長男として生まれる。
商業学校に入学する。14歳の夏、商業学校在学中に家計のために行商をするが、経済的理由で2年で退学する。1915年（大正4年）暮れに15歳で叔父を頼りに上京する。

### 救世軍時代

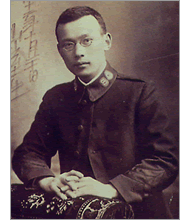
山室軍平

1916年（大正5年）4月4日、上野広小路の救世軍小隊に行き、山室きえ大尉によりキリスト教に入信する。向島救世軍小隊では山室軍平の指導を受ける。下谷の聖公会の集会で直接献身の召命を受ける。その後、2か月後の6月須賀川に帰郷する。

### 須賀川時代
1916年（大正5年）、福音教会須賀川教会での特別集会で、アンブライト宣教師の説教により、全き救いを経験する。
1920年（大正9年）、福音教会須賀川教会の上代知新牧師が死去して、安藤が牧師代理を務める。

### 神戸時代

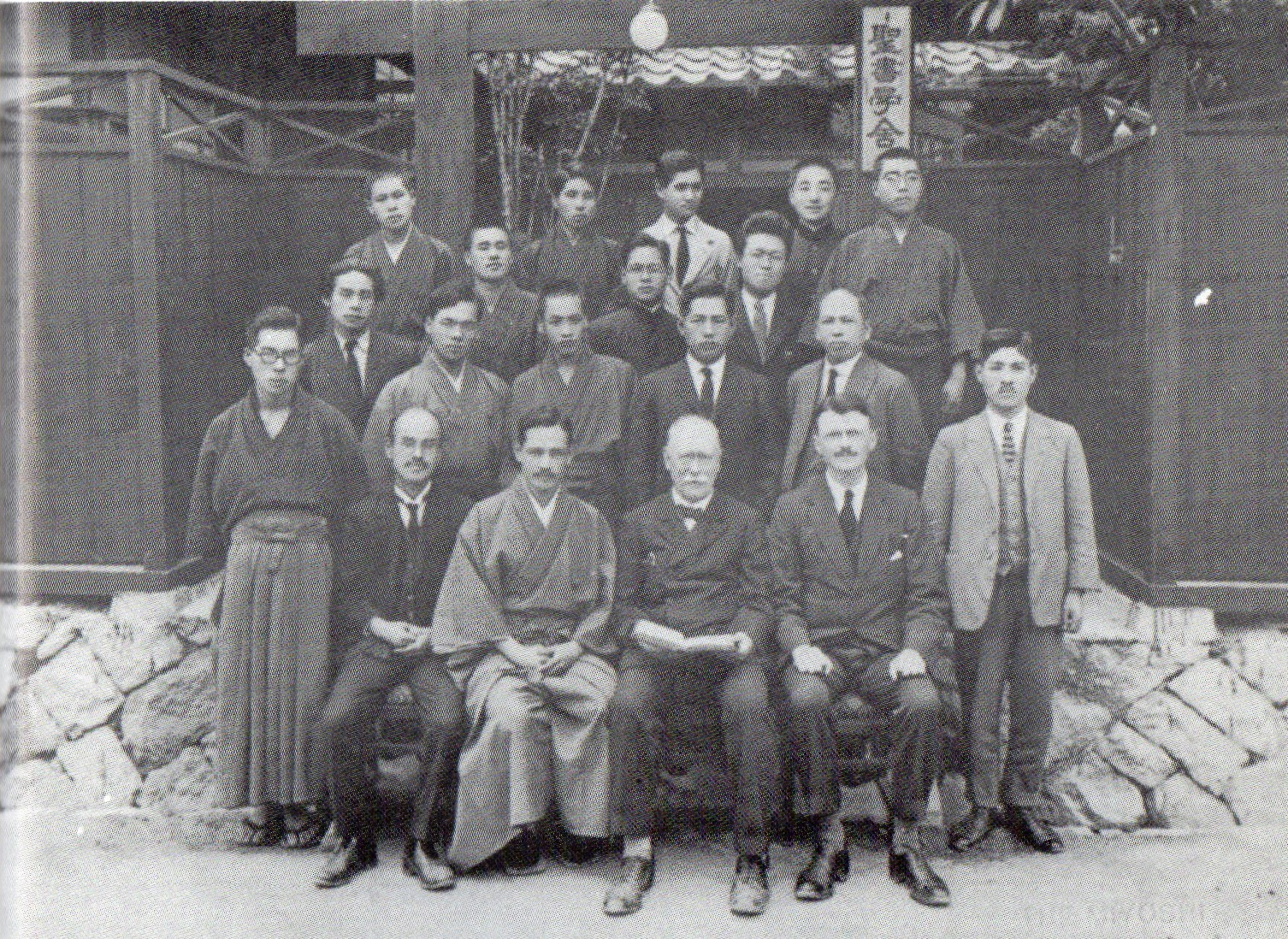
御影の聖書学舎、安藤は前から2列目の列右から3人目(1924年)

1924年（大正13年）9月、澤村五郎によって再開された御影聖書学舎（現・関西聖書神学校）に入学した。そこで、教師の澤村、パゼット・ウィルクスの薫陶を受ける。1926年（大正15年）3月に聖書学舎の校舎の風呂場で澤村校長に丹波の綾部で日本伝道隊の隊員として伝道するように任命され、特別に第一号で聖書学舎を卒業する。

### 日本伝道隊時代
1928年（昭和3年）9月19日、キン夫人と結婚。1929年（昭和4年）4月、天理市に移る。1931年（昭和6年）3月、須磨教会に移る。

### 日本イエス・キリスト教団時代

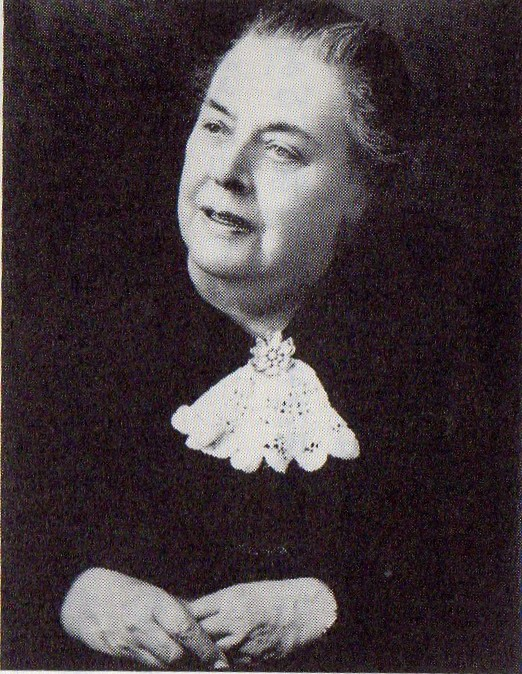
M・A・マーガレット宣教師

1951年（昭和26年）、日本イエス・キリスト教団の設立に関わる。1955年（昭和30年）、日本伝道隊の宣教師マーガリット・エミー・バーネットの遺言により、前橋にあった前橋聖書学寮を中央日本聖書学塾（現・中央日本聖書学院）と改称して須賀川に移転する。その後、1971年（昭和46年）まで、中央日本聖書学塾の校長を務める。その間の教え子に羽鳥純二らがいる。
1955年（昭和30年）2月26日に太平洋航路で北米の伝道旅行に出発する。7月下旬までロサンゼルス、カナダのバンクーバー、カルガリー、シアトル、またアメリカに戻りポートランド、オレゴン州オンタリオ、カリフォルニア州デイビス、サンノゼ、サンノゼにあるバイオラ大学、フラー神学校、サンディエゴなどを訪問する。帰国途中の8月頃、ハワイの教会を訪問中に、淀橋教会の牧師・小原十三司に会う。